# باركنسونية (نبات)
الباركنسونية أو البَدَسْكَان (الاسم العلمي: Parkinsonia) هي جنس من النباتات يتبع الفصيلة البقولية من رتبة الفوليات. سمي هذا الجنس من قبل عالم النبات السويدي كارل لينيوس تكريماً لعالم النبات الإنكليزي جون باركنسون (1567-1650) (بالإنجليزية: John Parkinson)‏.

## أنواع نبات الباركنسونية
- باركنسونية حادة (الاسم العلمي:Parkinsonia aculeata)
- باركنسونية أفريقية (الاسم العلمي:Parkinsonia africana)
- باركنسونية لاشوكية (الاسم العلمي:Parkinsonia anacantha)
- باركنسونية كإرترية (الاسم العلمي:Parkinsonia carterae)
- باركنسونية بيروفية (الاسم العلمي:Parkinsonia peruviana)
- باركنسونية مبكرة (الاسم العلمي:Parkinsonia praecox)
- باركنسونية ريموندوية (الاسم العلمي:Parkinsonia raimondoi)
- باركنسونية سكيوانية (الاسم العلمي:Parkinsonia scioana)
- باركنسونية شوكية (الاسم العلمي:Parkinsonia spinosa)
- باركنسونية كليلة (الاسم العلمي:Parkinsonia inermis)
- باركنسونية شرقية (الاسم العلمي:Parkinsonia orientale)